# 連記表行
連記表行（英語：Lin Kee Watch Company），在1977年，由東主連援國在香港成立。

## 簡介
出生於香港的連援國最早便在太平戲院開流動小販，去做維修各種錶類。直至60年代起，搬遷至屋邨開流動小販。1977年，連記表行成立；1979年，環翠邨落成後，該店由房屋署接受以1,000港元（196.65美元）底價搬遷至商場，2家地舖便以2,000港元（383.31美元）租舖，2016年12月尾，由於領展不再續租，在2017年6月30日結業，因而頓感仿徨。
其女兒便在臉書發表了結業公告內，網友知道這件事後，老顧客和熱心市民便開始購貨，其中鄭太便以1,200港元（154.74美元）購買為自己和丈夫各添新錶。
事後連援國還指出，當初絕對不應該支持民建聯。
2017年3月27日，該公司搬遷至永利中心。